# Gordonia (roślina)
Gordonia – rodzaj roślin z rodziny herbatowatych (Theaceae). Obejmuje 22–25 gatunków. Rośliny te występują od południowo-wschodniej części USA, poprzez Meksyk po tropikalną część Ameryki Południowej. Niektóre gatunki uprawiane są jako rośliny ozdobne, zwłaszcza Gordonia lasianthus.

## Systematyka
Pozycja systematyczna według APweb (aktualizowany system APG IV z 2016)
Należy do podrodziny Gordonieae, rodziny herbatowatych Theaceae, rzędu wrzosowców Ericales wchodzącego w skład grupy astrowych (asterids) w obrębie dwuliściennych właściwych (eudicots).
Wykaz gatunków
- Gordonia acutifolia (Wawra) H.Keng
- Gordonia alpestris (Krug & Urb.) H.Keng
- Gordonia angustifolia (Britton & P.Wilson) H.Keng
- Gordonia barbinervis (Moric.) Walp.
- Gordonia benitoensis (Britton & P.Wilson) H.Keng
- Gordonia brenesii (Standl.) Q.Jiménez
- Gordonia cristalensis (Borhidi & O.Muñiz) Greuter & R.Rankin
- Gordonia curtyana (A.Rich.) H.Keng
- Gordonia ekmanii (O.C.Schmidt) H.Keng
- Gordonia fruticosa (Schrad.) H.Keng
- Gordonia haematoxylon Sw.
- Gordonia lasianthus (L.) Ellis
- Gordonia moaensis (Vict.) H.Keng
- Gordonia portoricensis (Krug & Urb.) H.Keng
- Gordonia pubescens Cav.
- Gordonia robusta (Kobuski) H.Keng
- Gordonia samuelssonii (O.C.Schmidt) H.Keng
- Gordonia spathulata (Kobuski) H.Keng
- Gordonia tomentosa (Mart.) Spreng.
- Gordonia urbani (O.C.Schmidt) H.Keng
- Gordonia villosa Macfad.
- Gordonia wrightii (Griseb.) H.Keng

## Zastosowanie
W krajach o ciepłym klimacie te podobne do kamelii rośliny są popularnymi roślinami ozdobnymi. Ich walorami ozdobnymi są ciemnozielone, błyszczące liście i kwiaty.